# Charlotte Badger
Charlotte Badger (1778 – em ou após 1818) foi uma mulher inglesa nascida na Austrália e amplamente considerada como a primeira pirata australiana. Ela também foi uma das duas primeiras mulheres brancas colonos na Nova Zelândia.

## Início da vida
Badger nasceu em 1778, filha de Thomas e Ann Badger. Ela foi batizada em 31 de julho de 1778. Sua família era pobre, e um dia, em 1796, ela roubou várias guineas e um lenço de seda em uma tentativa de apoiá-los, mas foi capturada, presa e condenada a sete anos de servidão penal em Nova Gales do Sul.

## Transporte
Badger chegou em Earl Cornwallis no ano de 1801. Em 1806, ela estava servindo numa fábrica feminina no subúrbio de Parramatta, período e local onde deu à luz uma filha.
Em 1806, com planos de se tornar uma serva em Van Diemens Land, ela viajou com sua filha a bordo do Vénus. O capitão do navio, Samuel Chase, tinha o hábito de flagelar as mulheres para o entretenimento até que seus encargos e sua tripulação se amotinaram. Badger e outra presidiária, Catherine Hagerty, conversaram com os homens a bordo visando apreender o navio enquanto o capitão estava em terra no Porto de Dalrymple, no norte da Tasmânia.
Em 1806, o Badger e Hagerty e os seus amantes, John Lancashire e Benjamim Kelly, foram para a Baía de Ilhas, no extremo norte da Nova Zelândia, onde eles se estabeleceram em pā, Rangihoua. Em abril de 1807, Hagerty faleceu e, até o final daquele ano, Lancashire e Kelly também havia deixado-a.
Em 1826, o navio americano Lafayette desembarcou em Vava'u. No desembarque do navio em Sydney, eles relataram que Charlotte Badger e sua filha tinham se estabelecido lá oito anos antes. Badger poderia falar māori fluentemente e poderia se comunicar em tonganês e estava viajando em um navio baleeiro para a América.
Algumas histórias sugerem que os outros amotinadores fugiram, mas foram finalmente capturados e enforcados, enquanto outras sugerem que eles continuaram atuando como piratas mesmo depois que Badger, Hagerty, Lancashire e Kelly foram embora, apesar deles não saberem como navegar com o navio. Então os maoris capturaram o Vênus e queimaram-no para recuperar a sucata além de cozinhar os homens a bordo. Enquanto isso, Lancashire e Kelly também foram recapturados e Hagerty faleceu de febre.
Na reunião de convict. de 1825, está listado o nome de Charlotte Badger, juntamente com a sua filha de 10 anos, Maria, que chegou ao Earl Cornwallis em 1801. Enquanto a data de nascimento é estimada em 1785, tornando-se altamente improvável que houvesse duas Charlotte Badgers: uma que se tornou uma pirata e outra que estava residindo em Parramatta no ano de 1825.